# Simone Leigh
Simone Leigh (Chicago, 1967) è un'artista statunitense.
Lavora con vari media tra cui scultura, installazioni video, performance e promuove attività esperienziali, di "pratica sociale", che coinvolgono direttamente il pubblico, come The Free People's Medical Clinic (2014) e The Waiting Room (2016). Ha descritto il suo lavoro come auto-etnografico e i suoi interessi includono l'arte africana, l'architettura vernacolare, la performance e il femminismo. Ha spesso affermato che il suo lavoro è incentrato sulla "soggettività femminile nera"; attraverso le sue opere intende colmare le lacune della documentazione storica realizzando nuove ibridazioni, sovrapponendo culture, periodi di tempo e aree geografiche.
È stata la prima artista afroamericana scelta per rappresentare gli Stati Uniti alla Biennale di Venezia del 2022, nel cui padiglione ha allestito la mostra Sovereignty, sul tema dell'autodeterminazione. Il 23 aprile 2022 è stata insignita con il Leone d'oro per la miglior partecipazione alla mostra principale della Biennale Il latte dei sogni, per il suo progetto Brick House, una monumentale scultura "rigorosamente ricercata, realizzata con virtuosismo, potentemente suggestiva".

## Biografia
Simone Leigh è nata nel 1967 a Chicago, Illinois, da missionari giamaicani.  È cresciuta nel South Side di Chicago, in un quartiere in cui vigeva la separazione fra bianchi e neri. Descrivendo la sua infanzia in un'intervista, Leigh ha dichiarato: "Tutti erano neri, quindi sono cresciuta sentendo che il colore della mia pelle non predeterminava nulla di me. È stato molto positivo per la mia autostima. Mi sento ancora fortunata a essere cresciuto in quel crogiolo."
Ha frequentato l'Earlham College di Richmond, Indiana; ha conseguito una laurea in Arte con una specializzazione in Filosofia nel 1990.

### Carriera artistica
Leigh ha raccontato di essere arrivata alla pratica artistica "attraverso lo studio della filosofia, gli studi culturali e un forte interesse per l'arte afroamericana"; il suo lavoro, basato su oggetti e performance, è stato guidato inoltre da un forte interesse per l'etnografia.
Conseguita la laurea, Leigh ha deciso di diventare un'assistente sociale, ma dopo uno stage presso il National Museum of African Art e un periodo in uno studio vicino a Charlottesville, in Virginia, ha abbracciato l'arte come carriera. Nel 2015 ha dichiaratoː "Ho cercato di non essere un'artista per molto tempo, ma ad un certo punto ho capito che non avrei smesso di farlo."
Leigh combina la sua formazione in ceramica americana con un interesse per la ceramica africana, utilizzando motivi africani che tendono ad avere caratteristiche moderniste. Sebbene si consideri principalmente una scultrice, di recente è stata coinvolta nella scultura sociale o in pratiche artistiche che coinvolgono direttamente il pubblico. I suoi oggetti spesso impiegano materiali e forme tradizionalmente associati all'arte africana e le sue installazioni creano spazi in cui i precedenti storici si mescolano a questioni legate all'autodeterminazione. Leigh descrive questa combinazione come "un crollo del tempo". Il suo lavoro è stato descritto come parte della rinnovata immaginazione di una generazione di ceramisti che opera in un contesto interdisciplinare. Ha tenuto lezioni d'artista in molte istituzioni a livello nazionale e internazionale, e ha insegnato nel dipartimento di ceramica della Rhode Island School of Design.
Leigh ha esposto in istituzioni e mostre a livello internazionale, tra cui: MoMA PS1, Walker Art Center, Studio Museum in Harlem, Yerba Buena Center for the Arts, The Hammer Museum, The Kitchen, The Bronx Museum of the Arts, Tilton Gallery, Contemporary Arts Museum Houston, SculptureCenter, Kunsthalle Wien a Vienna, L'appartement 22 a Rabat, Marocco, il Museo Andy Warhol a Pittsburgh e l'Association for Visual Arts Gallery a Cape Town, Sud Africa.
Nel 2016 ha realizzato al New Museum una mostra personale, The Waiting Room, che nel 2019 è stata selezionata e definita "il lavoro più importante e rilevante" dai curatori Jane Panetta e Rujeko Hockley per la Whitney Biennial.
Durante la sua permanenza al New Museum, Leigh ha fondato un'organizzazione chiamata Black Women Artists for Black Lives Matter (BWAforBLM), un collettivo di donne nere, artisti queer e di identità non binarie, nato in solidarietà con il movimento Black Lives Matter, formato in risposta all'omicidio di Philando Castille in segno di protesta contro le ingiustizie che colpiscono i neri negli Stati Uniti.
Nell'ottobre 2020, Leigh è stata selezionata per rappresentare gli Stati Uniti alla Biennale di Venezia, dove, nell'edizione del 2022, ha vinto il Leone d'oro per la sua scultura Brick House.

### Free People's Medical Clinic
Nel 2014 Simone Leigh ha realizzato con Creative Time un progetto di collaborazione con il pubblico, Free People's Medical Clinic, ispirato ad una nozione allargata di medicina, con radici nella tradizione africana e in esperienze alternative di assistenza nate all'interno della comunità nera degli Stati Uniti, come quella dell'United Order of Tents, un'organizzazione segreta di cura e supporto fondata da donne afroamericane a metà Ottocento, o dei volontari delle cliniche del Black Panther Party, attive dagli anni sessanta agli anni ottanta del Novecento.
L'installazione, funzionante per quattro settimane, è stata collocata nel quartiere di Bedford-Stuyvesant, nel cuore di Brooklyn, in un edificio risalente al 1914 di proprietà della medica Josephine English (1920–2011), la prima donna afroamericana ad avere uno studio ginecologico a New York e membro di spicco della comunità come attivista, mecenate artistico e agente immobiliare. In questo spazio Leigh, con l'aiuto di professionisti impegnati in attività sociali, ha allestito un centro benessere con sessioni di yoga, pilates, massoterapia, Black Folk Dance, nutrizione e massaggi, gestito da volontari con uniformi infermieristiche ispirate al XIX secolo, cui faceva da contrasto temporale una cabina per DJ gestita dall'artista Charles Fembro, caratterizzata dall'emissione di forti suoni pulsanti e da un'illuminazione viola ad impulso elettronico.
Così Leigh avrebbe spiegato il senso di questa iniziativaː "Quello che stavo cercando di descrivere era un'estetica afroamericana quando parlavo di dignità. Cercando di prendere quello che c'era già nel quartiere e quello che ho trovato era un sacco di tradizioni delle infermiere nere. Ma quello che le persone stavano leggendo era "stiamo finalmente portando un po' di dignità a queste persone di colore". Stavo piuttosto cercando di rivelare una dignità che è sempre stata lì."

### The Waiting Room
The Waiting Room è stata esposta al New Museum di New York City da giugno a settembre 2016. La mostra onora Esmin Elizabeth Green, morta a causa di coaguli di sangue dopo essere stata seduta in una sala d'attesa di un ospedale di Brooklyn per 24 ore senza essere visitata, e offre una visione alternativa dell'assistenza sanitaria modellata dall'esperienza femminile afroamericana. In un'intervista al Guardian, Leigh afferma che "l'obbedienza è una delle principali minacce alla salute delle donne di colore" e che "quello che è successo a Green è un esempio della mancanza di empatia che le persone hanno nei confronti del dolore delle donne di colore". The Waiting Room ha coinvolto attività di assistenza pubbliche e private di diverse tradizioni mediche come erboristeria, sale di meditazione e altri approcci olistici all'assistenza sanitaria. Al di fuori dell'orario di apertura del museo, questa mostra è diventata "The Waiting Room Underground", fornendo workshop privati gratuiti, un omaggio al lavoro sanitario delle Black Panthers e dell'United Order of Tents. Questa mostra prevedeva inoltre conferenze, workshop su autodifesa, economia domestica e autocoscienza, lezioni di batteria Taiko per giovani LGBTQ e stage estivi con un museo per adolescenti.

### Brick House

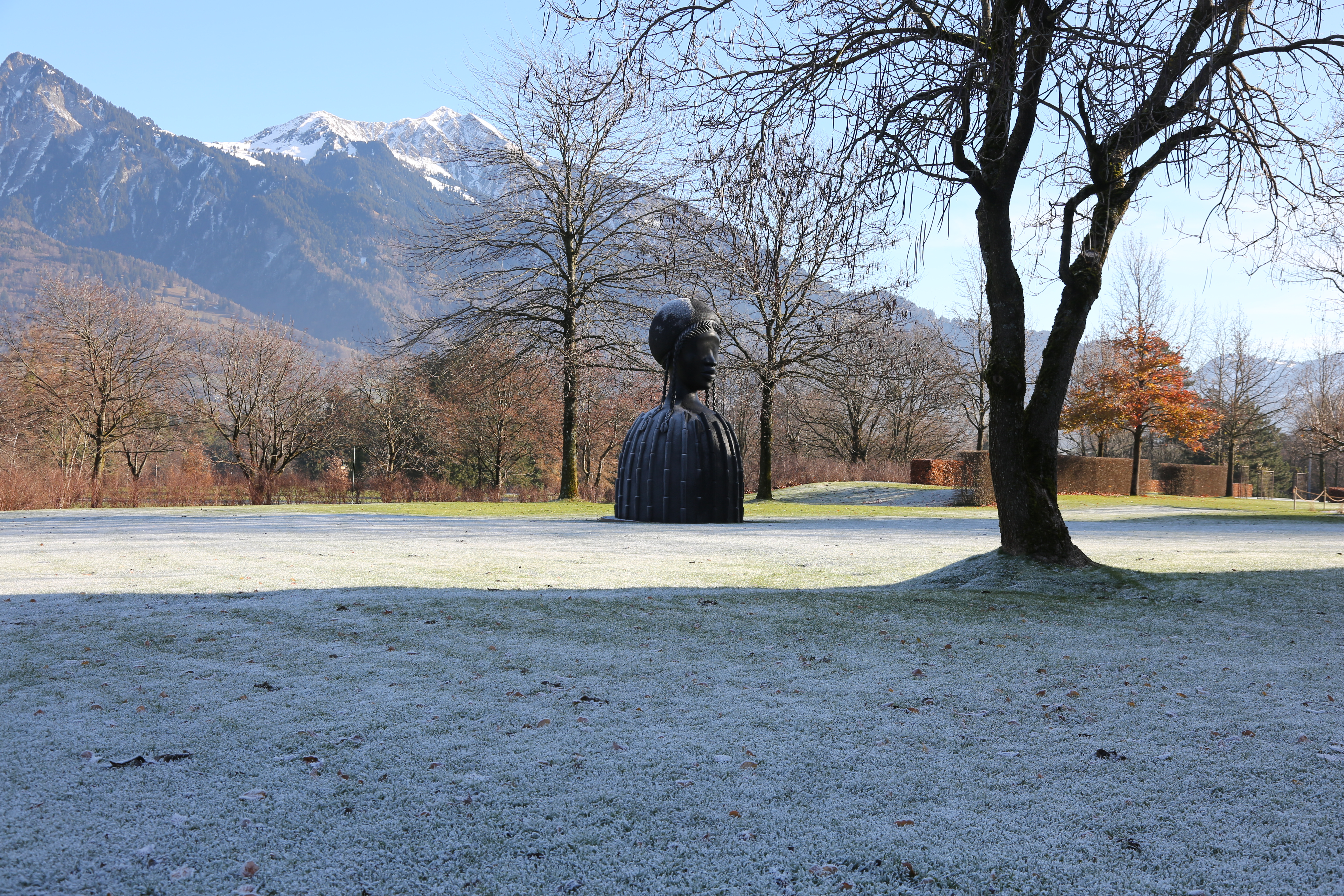
Brick House - Bad Ragaz, Svizzera

Nel 2019 una scultura di Leigh, Brick House, è stata installata lungo la High Line di New York. Si tratta di un busto in bronzo di una donna di colore che combina le forme di una gonna e quelle di una casa di argilla. La testa della scultura, senza occhi, è incorniciata da un afro con due trecce asimmetriche che terminano ciascuna in una conchiglia di ciprea.
Nel 2020 un'altra Brick House è stata installata in modo permanente all'ingresso del campus dell'Università della Pennsylvania.

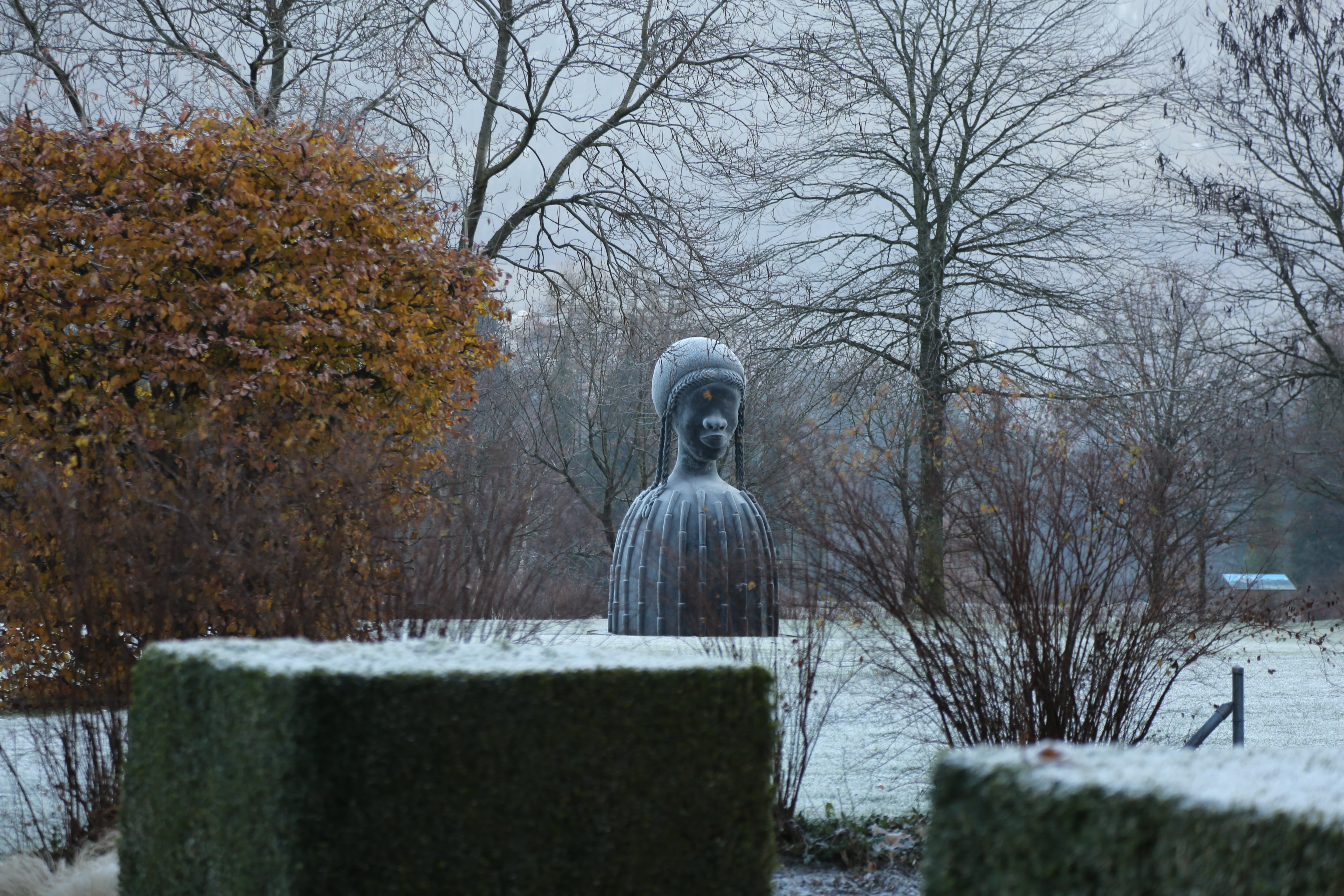
Brick House - Bad Ragaz

Brick House è il primo pezzo della collezione Anatomy of Architecture di Leigh, un corpus di opere in corso in cui l'artista combina il corpo umano con forme architettoniche di regioni diverse come l'Africa occidentale (architettura Batammaliba del Benin e del Togo, le abitazioni teleuk  del popolo Mousgoum del Camerun e del Ciad) e gli Stati Uniti meridionali (ad esempio il ristorante chiamato Mammy's Cupboard situato sulla US Highway 61 a sud di Natchez, Mississippi).

### Sovereignty
Nel 2022, alla 59ª Esposizione Internazionale d'Arte della Biennale di Venezia, dove ha rappresentato gli Stati Uniti, Simone Leigh ha curato l'allestimento del padiglione e della mostra al suo interno, dal titolo Sovereignty, incentrata sul concetto di indipendenza individuale e collettivaː «essere sovrani significa non essere soggetti all’autorità, ai desideri o allo sguardo altrui, ma essere autori della propria storia». Intervenendo su forme e materiali, ha trasformato l'originale facciata palladiana in un palazzo dell'Africa occidentale degli anni trenta del Novecento, con il classico tetto di paglia, un riferimento all'Esposizione coloniale internazionale di Parigi del 1931, nella quale la Francia mostrò al mondo gli usi e i costumi delle popolazioni dei paesi allora conquistati, sollevando le proteste di artisti e intellettuali del tempo, fra cui il nascente movimento Négritude, fondato dai poeti Aimé Césaire e Léopold Sédar Senghor.
Nel cortile esterno è collocata la scultura monumentale in bronzo, Satellite, ispirata a una maschera a forma di busto femminile delle popolazioni Baga della costa della Guinea, usata nelle cerimonie rituali per comunicare con gli antenati, dove al posto della testa Leigh ha collocato una grande antenna satellitare in bronzo, per sottolineare questa funzione di scambio e comunicazione.
All'interno del padiglione sono presenti sculture in bronzo, ispirate a cartoline coloniali, come Last Garment, stereotipo della lavandaia nera proposta in una fotografia di fine Ottocento dal governo coloniale britannico per invitare i turisti a visitare la Giamaica, “paradiso tropicale”, abitata da persone disciplinate e pulite; opere d’arte africane diasporiche, come i cosiddetti bastoni di potere, dotati di particolari funzioni spirituali o di vigilanza (Sentinella); il bronzo monumentale, Sharifa, dedicato alla scrittrice Sharifa Rhodes-Pitts; opere in ceramica e rafia, come Credenza, Martinica e Sfinge, incentrate sull'identità femminile nera.

## Premi e riconoscimenti
- 2009 –  NYFA Fellowship, Art Matters Foundation Grant
- 2010-11 – Joan Mitchell Foundation Grant, Artist-in-Residence The Studio Museum in Harlem (2010–11)
- 2012 – Guggenheim Fellowship (2012), Louis Comfort Tiffany Foundation Biennial Award, Creative Capital Granttee, Micheal Richards Award del Lower Manhattan Cultural Council
- 2016 – Ha ricevuto il premio Anonymous Was A Woman, il Premio Herb Alpert nelle arti e la borsa di studio della John Simon Guggenheim Memorial Foundation[9]
- 2018 – Foundation for Contemporary Arts Grants to Artists Award
- 2018 – Hugo Boss Prize del Museo Guggenheim[40][41][42]
- 2022 – Leone d'oro per l'opera Brick House alla 59ª Biennale Arte di Venezia

## Mostre (parziale)
- 2016. Psychic Friends Network (2016), Tate Exchange, Tate Modern, Londra[43]
- 2016. Progetti Hammer, Simone Leigh, Hammer Museum, Los Angeles[44]
- 2016. La sala d'attesa al New Museum of Contemporary Art, New York [45]
- 2016-2017. inHarlem: Simone Leigh, un'installazione pubblica presentata dallo Studio Museum di Harlem al Marcus Garvey Park, New York
- 2017. Trigger: Gender as a Tool and a Weapon (2017) al New Museum of Contemporary Art, New York
- 2018. Simone Leigh, Luhring Augustine Gallery, New York, New York [46]
- 2019. Loophole of Retreat, Museo Solomon R. Guggenheim, New York [47]
- 2020. Simone Leigh, David Kordansky Gallery, Los Angeles, California [48]
- 2022. Sovereignty. Padiglione degli Stati Uniti alla 59. Esposizione Internazionale d'Arte della Biennale di Venezia